# Black Cat Bones
I Black Cat Bones erano un gruppo musicale blues-rock di Londra fondato verso la fine degli anni sessanta da Paul Kossoff (chitarra), che comprendeva anche Stuart Brooks (basso) e Simon Kirke (batteria).
In seguito Kossoff e Kirke se ne andarono per formare i Free, e  Brooks reclutò Brian Short (voce), Derek Brooks (chitarra), Rod Price (chitarra, voce) e Phil Lenoir. Questa formazione registrò l'album Barbed Wire Sandwich, pubblicato nel 1970.

## Discografia
- 1970 - Barbed Wire Sandwich (Decca Records)